# Konidie

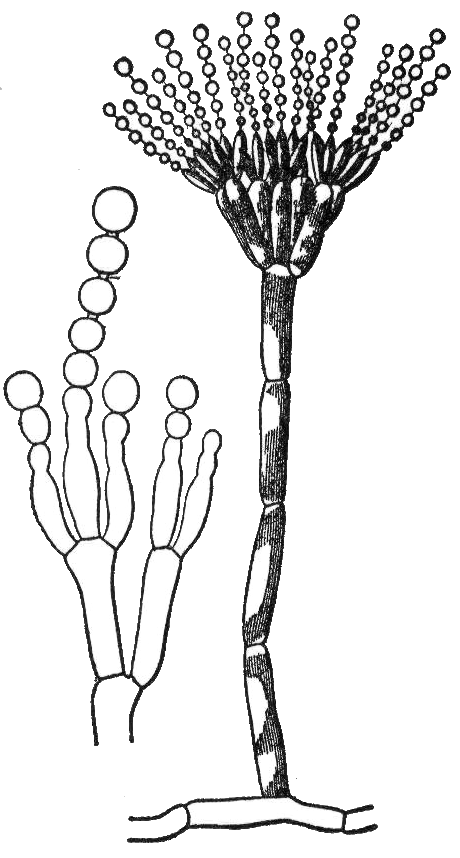
Konidie na konidioforu

Konidie (konidiospora, mitospora) je nepohyblivá spora houby vzniklá nepohlavním způsobem. Tvoří se na konci nebo po straně hyfy nebo na samostatných buňkách, které mohou být na rozmanitě uspořádaném nosiči. Výraz „konidie“ pochází z řeckého slova pro „prach“ – κόνις (kónis).
U hub vřeckovýtrusných se konidie tvoří na specializované hyfě zvané konidiofor. Morfologie konidioforu je často specifická pro daný druh, takže před rozvojem molekulárních technik na konci 20. století sloužila k identifikaci druhu houby.